# Mönchengladbach
Mönchengladbach (IPA: [mœnçn̩ˈɡlatbax], , in ripuario Jlabbach) è una città extracircondariale della Germania occidentale, nel Land della Renania Settentrionale-Vestfalia di 261 001 abitanti, è considerata un grande polo d'industria tessile. Il centro abitato si estende nei suoi attuali confini dalla riforma amministrativa entrata in vigore il 1° gennaio 1975, dopo che la precedente città indipendente di Mönchengladbach è stata fusa con la città indipendente di Rheydt e il comune di Wickrath, nel distretto della città di Grevenbroich, formando così la città attuale indipendente di Mönchengladbach, nell'ambito della riforma territoriale del Nord Reno-Vestfalia. La città è l'unica città in Germania ad avere due stazioni ferroviarie principali, ovvero la Mönchengladbach Hauptbahnhof e la Rheydt Hauptbahnhof, rendendola così un importante nodo ferroviario del Basso Reno.

## Geografia

### Territorio
Mönchengladbach si trova nella parte occidentale della Renania Settentrionale-Vestfalia, tra Düsseldorf e il confine con i Paesi Bassi, in una zona posta a ovest del Reno. È uno dei maggiori centri dell'industria tessile della regione e rappresenta un nodo ferroviario strategico del Basso Reno. Il territorio urbano sorge su un altopiano attraversato dal fiume Niers, affluente del Mosa, e si estende sul versante est dell'altopiano di Schwalm-Nette e della pianura del Niers.
Sebbene la maggior parte del territorio comunale sia pianeggiante, alcune aree nel sud della città, in particolare i distretti di Odenkirchen e le zone centrali intorno a Bökelberg e Abteiberg, presentano rilievi collinari, che tuttavia non superano il centro urbano. Circa 170 km² di estensione rendono Mönchengladbach una delle città più ampie per superficie nel Land. Ampie porzioni dell’area urbana sono coperte da foreste e parchi; la Hardter Wald e parte del territorio di Rheindahlen a ovest rientrano nel Parco Naturale Maas-Schwalm-Nette.
Il territorio cittadino conserva inoltre numerose tracce di Landwehr, risalenti al periodo del tardo Medioevo. Queste strutture, costituite da fossati, bastioni e siepi difensive, servivano a marcare i confini e proteggere la popolazione dalle incursioni. Sono ancora visibili tredici sezioni, distribuite nei quartieri di Hardt, Hehn, Wickrath, Rasseln, Venn e Neuwerk. Oggi questi tratti, considerati monumenti archeologici comunali, sono utilizzati principalmente come aree verdi per attività ricreative.

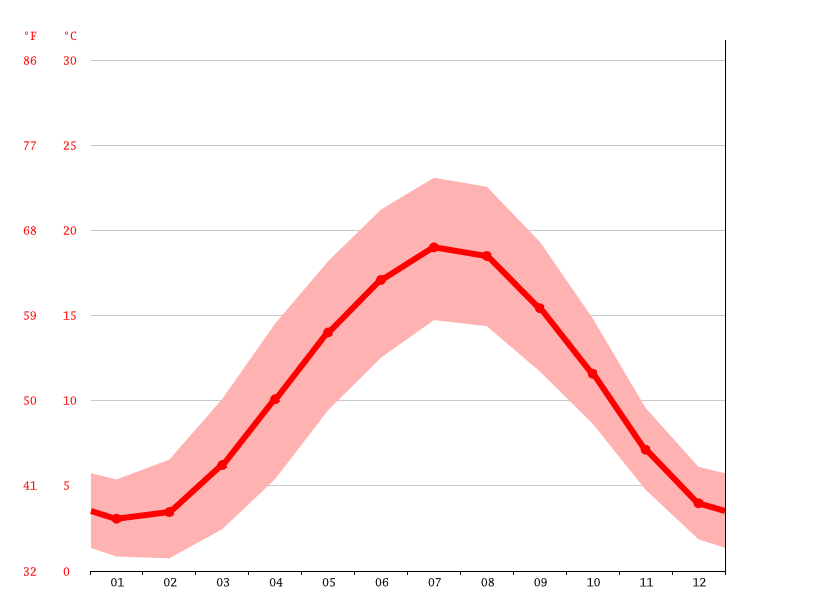
Grafico delle temperature medie mensili di Mönchengladbach basato su dati climatici del trentennio 1991-2020

### Clima
Il clima di Mönchengladbach è di tipo temperato oceanico, con estati fresche e inverni miti. La temperatura media annua si attesta intorno ai 10,8 °C, con massime medie di circa 20 °C nel mese di luglio e minime di circa 1 °C in gennaio.
Le precipitazioni sono distribuite in modo relativamente uniforme durante l’anno, con valori elevati anche nei mesi più secchi. I mesi con la maggiore quantità di pioggia sono giugno e agosto, mentre dicembre registra in media il maggior numero di giorni piovosi, circa 14,7.
L'umidità relativa media è più alta nel mese di novembre (85,32%) e più bassa a giugno (68,41%).
Tabella temperature e precipitazioni: medie mensili
| Mese                | Mesi | Mesi | Mesi | Mesi | Mesi | Mesi | Mesi | Mesi | Mesi | Mesi | Mesi | Mesi | Stagioni | Stagioni | Stagioni | Stagioni | Anno |
| Mese                | Gen  | Feb  | Mar  | Apr  | Mag  | Giu  | Lug  | Ago  | Set  | Ott  | Nov  | Dic  | Inv      | Pri      | Est      | Aut      | Anno |
| ------------------- | ---- | ---- | ---- | ---- | ---- | ---- | ---- | ---- | ---- | ---- | ---- | ---- | -------- | -------- | -------- | -------- | ---- |
| T. max. media (°C)  | 5,4  | 6,5  | 10,1 | 14,5 | 18,2 | 21,2 | 23,1 | 22,6 | 19,3 | 14,8 | 9,6  | 6,1  | 6,0      | 14,3     | 22,3     | 14,6     | 14,3 |
| T. min. media (°C)  | 0,8  | 0,7  | 2,5  | 5,4  | 9,4  | 12,5 | 14,7 | 14,4 | 11,7 | 8,6  | 4,8  | 1,9  | 1,1      | 5,8      | 13,9     | 8,4      | 7,3  |
| Precipitazioni (mm) | 77   | 66   | 66   | 56   | 67   | 79   | 86   | 85   | 72   | 73   | 76   | 85   | 228      | 189      | 250      | 221      | 888  |

### Fiume Gladbach
Il Fiume Gladbach è un corso d'acqua lungo quasi due chilometri che attraversa la città di Mönchengladbach, affluente del fiume Niers. Nasce nelle colline circostanti e scorre verso nord-est, alimentando la vegetazione e creando zone umide nella sua vicinanza. Sebbene le sue dimensioni siano contenute, il fiume ha avuto un ruolo storico importante come via di trasporto e come barriera difensiva nella storia medievale della città, dando anche il primo nome alla città.

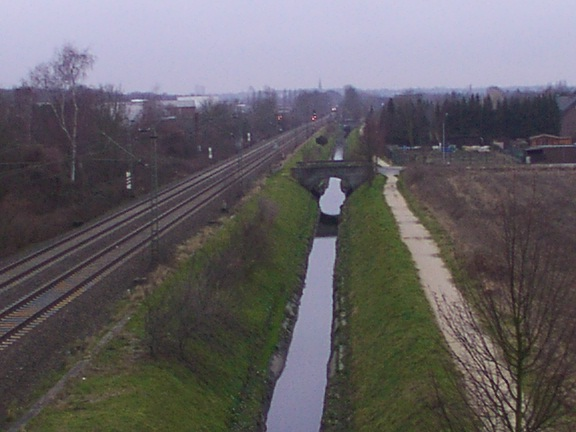
Il fiume Gladbach

Il fiume ha subito interventi di canalizzazione nel corso dei secoli, per migliorare il drenaggio delle acque e prevenire le inondazioni. Tuttavia, continua a svolgere un ruolo ecologico significativo, poiché ospita diverse specie di fauna acquatica e contribuisce alla biodiversità locale.
Oggi, il fiume Gladbach è utilizzato principalmente come risorsa naturale per l'ecosistema urbano, essendo collegato a sentieri e aree verdi che attraggono residenti e turisti per attività all'aperto come passeggiate e birdwatching.

### Fiume Niers
Il Fiume Niers (o Neers) è un affluente della Mosa lungo 113,1 chilometri. Il suo bacino idrografico copre circa 1348 km², e serve ad una popolazione di circa 750.000 abitanti.
Nasce originariamente nella regione del Jülicher Börde, più precisamente nel comune di Erkelenz. Sfocia nella Mosa, nei Paesi Bassi, nel comune di Gennep.

### Quartieri
Mönchengladbach è suddivisa in 4 distretti urbani (Stadtbezirk), i quali a loro volta si suddividono in quartieri (Stadtteil) per un totale di 44:
- Distretto urbano nord, comprendente i quartieri:
  - Hardt-Mitte
  - Venn
  - Hardter Wald
  - Windberg
  - Eicken
  - Am Wasserturm
  - Gladbach
  - Waldhausen
  - Westend
  - Dahl
  - Ohler
- Distretto urbano est, comprendente i quartieri:
  - Lürrip
  - Hardterbroich-Pesch
  - Bungt
  - Bettrath-Hoven
  - Flughafen
  - Neuwerk-Mitte
  - Uedding
  - Giesenkirchen-Nord
  - Schelsen
  - Giesenkirchen-Mitte
- Distretto urbano sud, comprendente i quartieri:
  - Pongs
  - Schrievers
  - Grenzland-Stadion
  - Schmölderpark
  - Hockstein
  - Schloss Rheydt
  - Bonnenbroich-Geneicken
  - Rheydt
  - Mülfort
  - Heyden
  - Geistenbeck
  - Odenkirchen-West
  - Odenkirchen-Mitte
  - Sasserath
- Distretto urbano ovest, comprendente i quartieri:
  - Wickrath-Mitte
  - Wickrath-West
  - Wickrathberg
  - Wanlo
  - Hehn
  - Holt
  - Hauptquartier
  - Rheindahlen-Land
  - Rheindahlen-Mitte

### Aree catastali
| Aree abitative    | 6.270 ha  | 36,8 %  |
| Aree stradali     | 2.096 ha  | 12,3 %  |
| Spazio liberi     | 8.680 ha  | 50,9 %  |
| Superficie totale | 17.045 ha | 100,0 % |

## Origine del nome
Inizialmente il nome della città era Gladbach, menzionata per la prima volta in una fonte scritta risalente al XI secolo, che specifica la fondazione nel 974 dell'abbazia benedettina di Gladbach, da parte dell'arcivescovo di Colonia, Gerone di Colonia, e dell'abate Sandrad. Questo nome è stato in uso fino al XIX secolo, e derivava dal nome del fiume locale, Gladbach. Con questa forma del nome, furono identificate circa 20 varianti medievali differenti, tra le quali Gladbac, Glaitbach, Glaytbach, Glatbach, Gladbek. Per distinguere la città da un altro paese (l'attuale Bergisch Gladbach), assunse il nome München-Gladbach nel 1888. Poiché questa grafia avrebbe potuto portare alla errata convinzione che Gladbach fosse un sobborgo di Monaco di Baviera (in tedesco München), nel 1929 si decise di cambiare il nome in Gladbach-Rheydt (a causa di un'effimera unione fra le due città) e nel 1933 in M. Gladbach (fino al 1950 abbreviazione di München-Gladbach e dopo quella data di Mönchen Gladbach), fino al nome attuale assunto nel 1960.

## Storia
L'origine della città è da cercare nella fondazione dell’abbazia di Gladbach, dedicata a San Vito, costruita nel 974 da parte di Gerone di Colonia, arcivescovo di Colonia, così chiamata per il piccolo ruscello che scorreva nelle vicinanze e che oggi è interrato. L'abbazia e i villaggi vicini divennero un paese nel XIV secolo. Successivamente Gladbach incorporò il vicino paese di Rheydt.

## Cultura
Dell'antica abbazia faceva parte la Chiesa parrocchiale cattolica costruita dal 1469 al 1533 in forme tardogotiche sulla precedente chiesa romanica, della quale sono visibili le parti più basse. La chiesa abbaziale Münsterkirche è un importante edificio romanico-gotico dei secoli XII e XIII con all'interno un fonte battesimale del XII secolo, vetrate del secolo XIII e tombe di abati.
L'abbazia dal 1835 è la "Rathaus", il municipio, e in un'ala del chiostro c'è il "Tesoro dell'abbazia" con un altare portatile del 1160, una cassetta d'avorio bizantino, un messale miniato del 1140 ed altri oggetti sacri di varie epoche. Il Museo Civico è dedicato prevalentemente all'arte moderna europea e americana, ha anche una collezione di tessuti copti.

### Musei
- Museo municipale Museo Abteiberg d'arte contemporanea
- Museo municipale Schloss Rheydt di belle arti
- Museo archeologico Museum im Wasserturm Rheindahlen
- Museo del carnevale Altes Zeughaus e.V.
- Museo ornitologico Schloss Wickrath

### Monumenti e luoghi d'interesse
Nel 1909 è stata costruita la Wasserturm Mönchengladbach, una torre per l'acquedotto, diventata punto di riferimento per la città.

## Amministrazione

### Gemellaggi
Mönchengladbach è gemellata con:
- North Tyneside, dal 1958
- Roubaix, dal 1969
- Thurrock, dal 1969
- Verviers, dal 1970
- Roermond, dal 1971
- Bradford, dal 1971

## Sport
Mönchengladbach è sede della squadra di calcio del Borussia Mönchengladbach, grande protagonista negli anni settanta con 5 campionati tedeschi e 2 Coppe UEFA vinte.
La città ha ospitato l'edizione del 2006 dei Mondiali maschili di hockey su prato, dal 6 al 17 settembre. È stata inoltre una delle città ospitanti del Campionato mondiale femminile di calcio 2011.

## Impianti sportivi
- Trabrennbahn Mönchengladbach, ippodromo della città

## Notizie militari
Poco distante da Mönchengladbach, presso la località Peel (un'antica palude bonificata dai Romani) sorgeva a nord-ovest del paese di Rheindahlen il complesso militare di Rheindahlen (Rheindahlen Military Complex), sede del quartier generale delle forze armate britanniche (British Army of the Rhine) in Germania. Nella stessa sede sorgeva il Comando del Corpo d'armata di reazione rapida (HQ ARRC).